# Vinranka
Vinranka (Vitis vinifera) är den vanliga europeiska arten av vinsläktet för framställning av vin, och kallas även europeisk vinranka eller ibland eurasisk vinranka. De allra flesta viner i världen produceras av druvor från denna art. Dock är det vanligt att Vitis vinifera ympas på rotstockar av andra arter i vinsläktet för att uppnå resistens mot vinlusen. I detta fall är den fruktbärande delen av vinrankan av arten Vitis vinifera, men ej rötterna. I vissa fall odlas hybrider mellan Vitis vinifera och andra Vitis-arter.

## Utbredning
Den vilda växten kommer ursprungligen från centrala Asien. Den introducerades och odlas i flera regioner över hela världen. Populationer i Asien som kanske är vilda hotas av intensivt bruk. Odlade populationer är vanligt förekommande. IUCN listar arten som livskraftig (LC).

## Underarter
Vinranka odlades i Egypten för 6 000 år sedan. Denna odlade vinrankan härstammar från den vilda underarten V. vinifera subsp. sylvestris som förekommer i medelhavsområdet. Subsp. sylvestris betraktas av vissa taxonomer som en egen art, V. sylvestris.
Den vilt växande östliga underarten V. vinifera subsp. caucasica, betraktas vanligen inte längre som en egen underart utan räknas till subsp. sylvestris.
Underarterna skiljs framför allt på följande sätt:
- subsp. vinifera-rankor är i huvudsak tvåkönade (dioika), medan Vitis sylvestris-rankor är enkönade (monoika)
- subsp. sylvestris har enbart blå druvor (mörkt färgade), som är relativt små med relativt sett större kärnor, medan det finns sorter av Vitis vinifera med både blå respektive gröna druvor.

## Hybrider
Hybriden mellan vinranka och labruskavin (V. labrusca) har fått namnet alexandervin (V. ×alexanderi), men dessa korsningar räknas vanligen till Labrusca-gruppen.

## Synonymer
- subsp. vinifera

Vitis alemannica András.
Vitis antiquorum András.
Vitis bryoniifolia Bunge
Vitis byzantina András.
Vitis corinthiaca Raf.
Vitis cylindrica Raf.
Vitis deliciosa András.
Vitis laciniosa L.
Vitis mediterranea András.
Vitis vinifera DC. nom. illeg.
Vitis vinifera var. sativa Beck
Vitis vinifera subsp. sativa Beger
- subsp. sylvestris (C.C.Gmel.) Beger

Vitis sylvestris C.C.Gmel. nom. illeg.
Vitis vinifera DC.
Vitis vinifera var. anebophylla Kolen.
Vitis vinifera subsp. caucasica Vavilov
Vitis vinifera var. sylvestris Willd.
Vitis vinifera var. trichophylla Kolen.

## Bilder

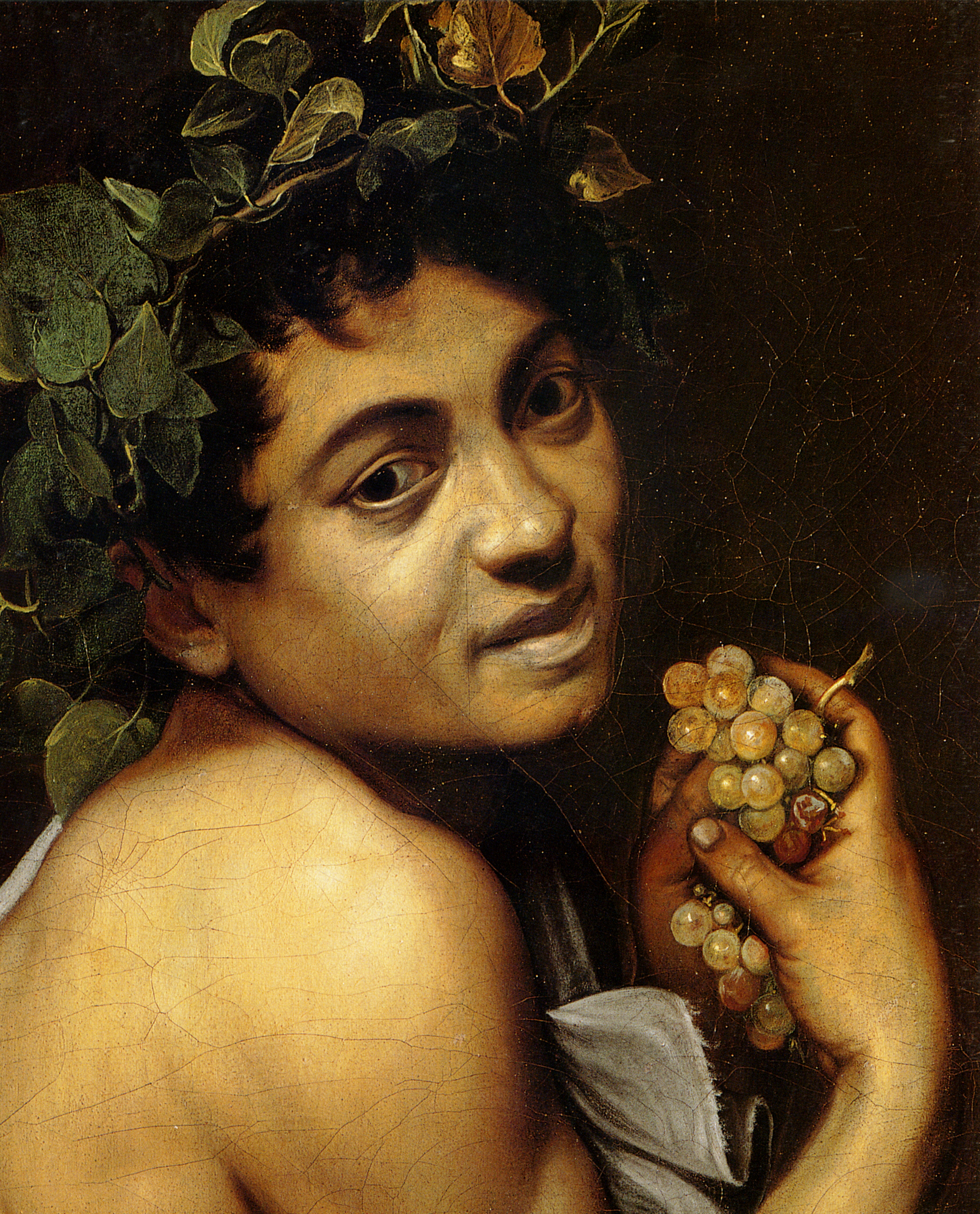
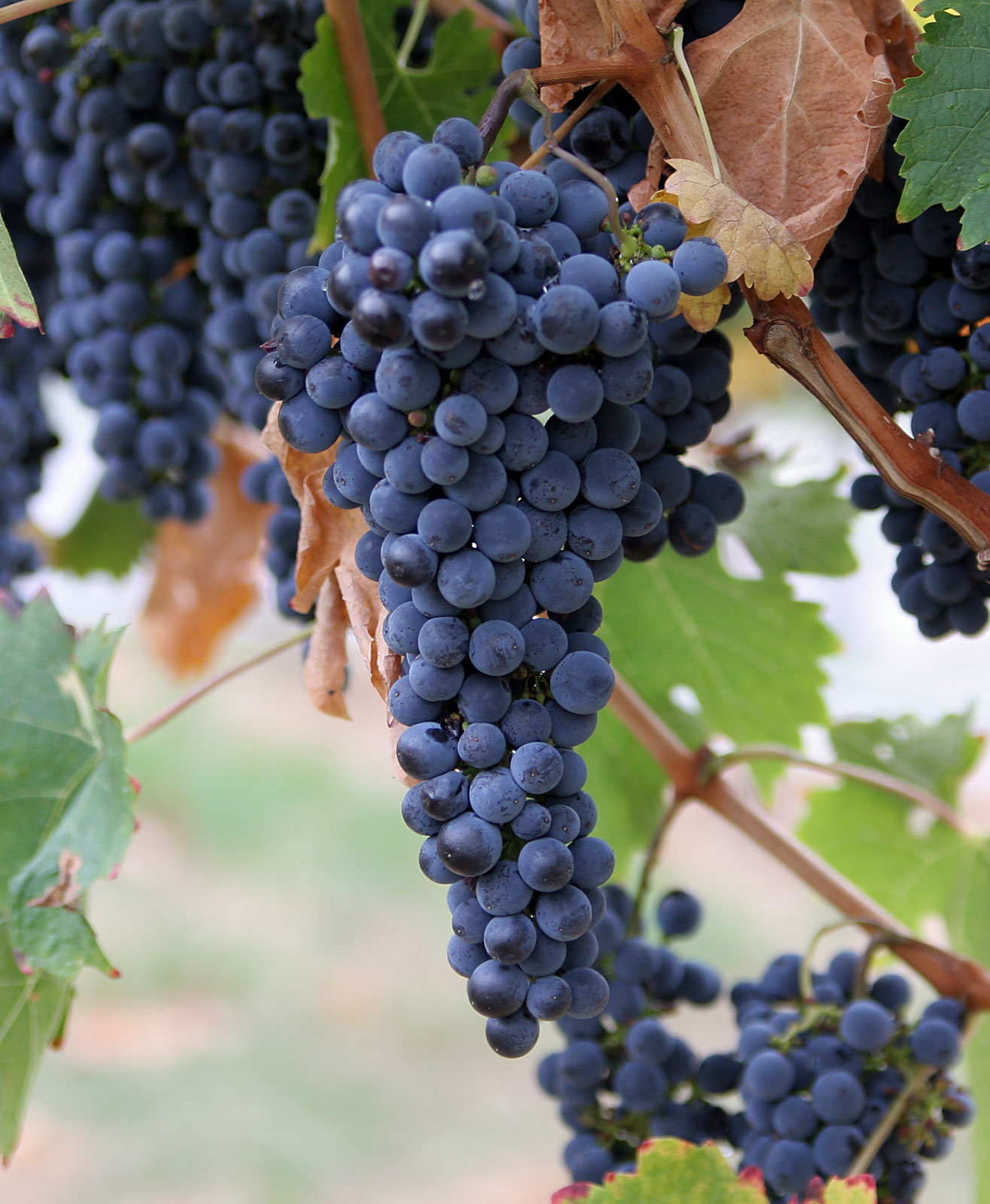
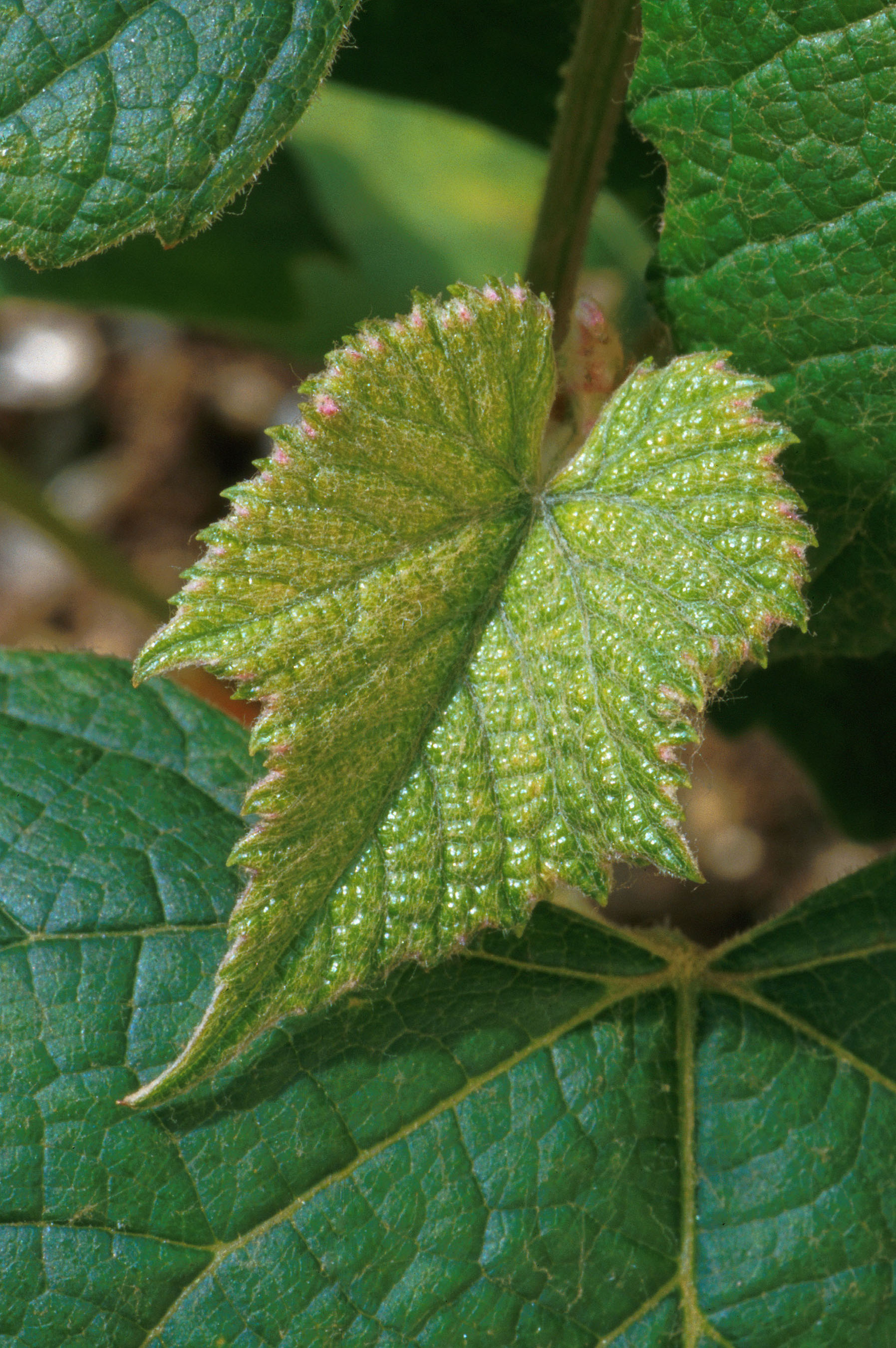
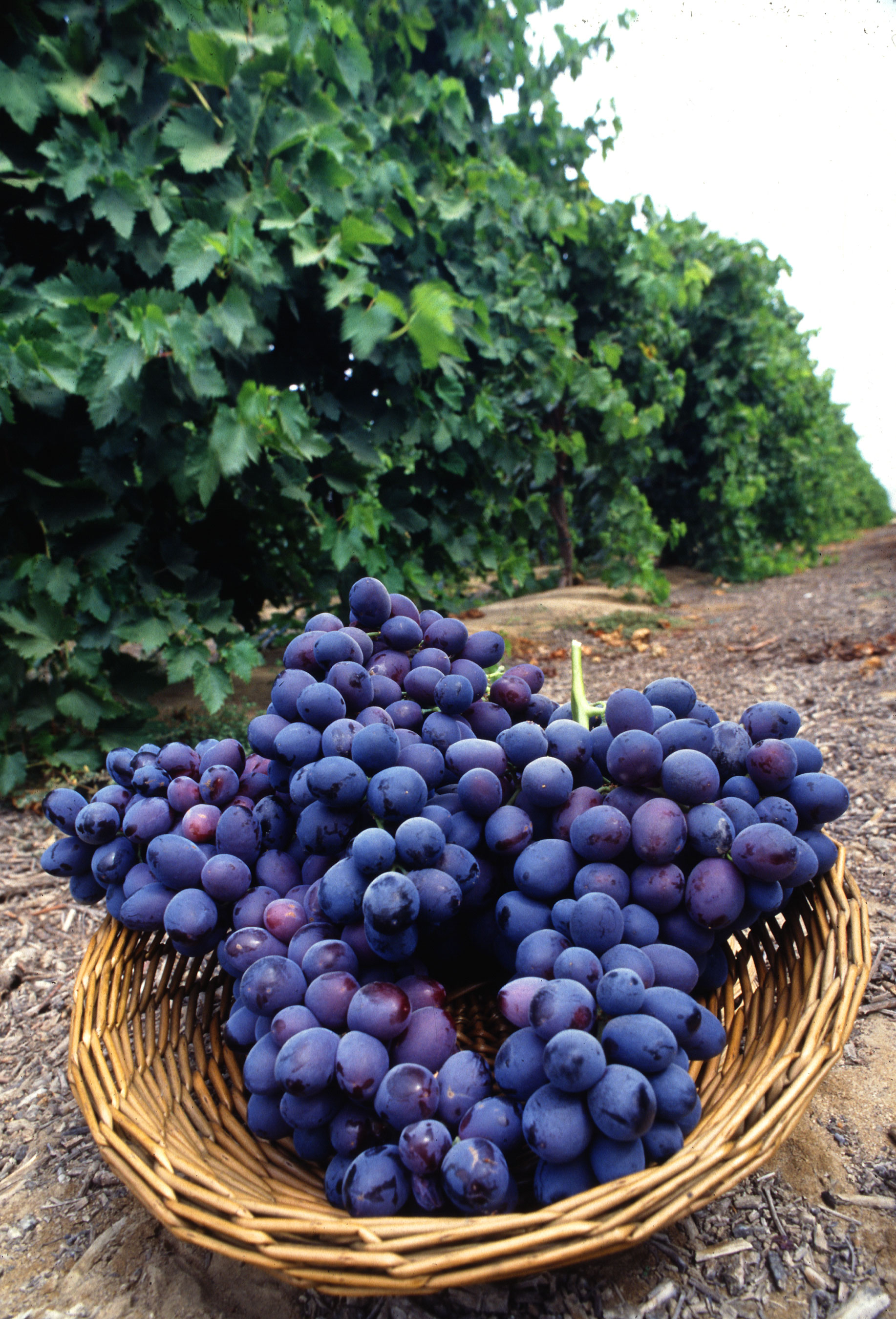
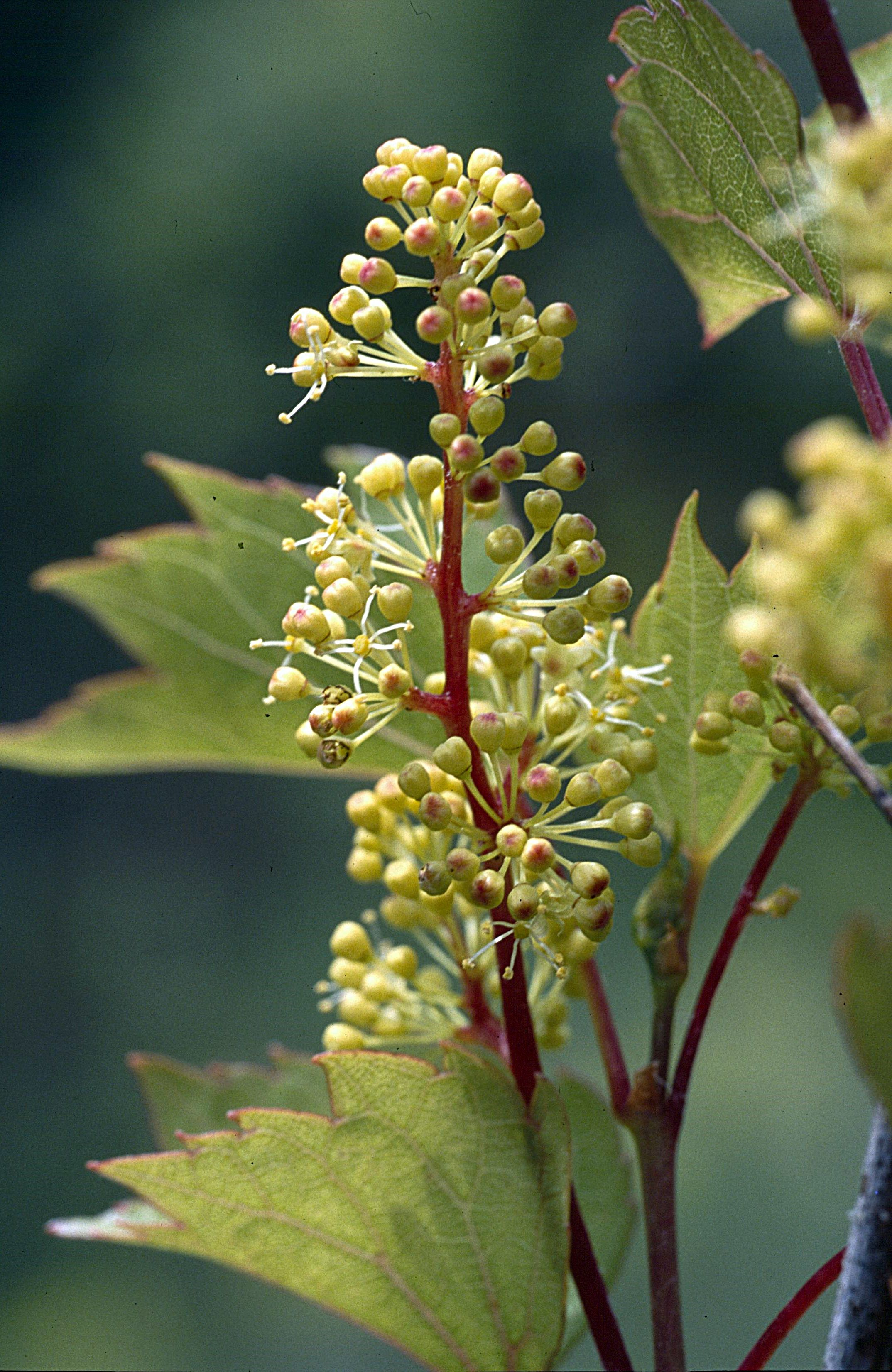
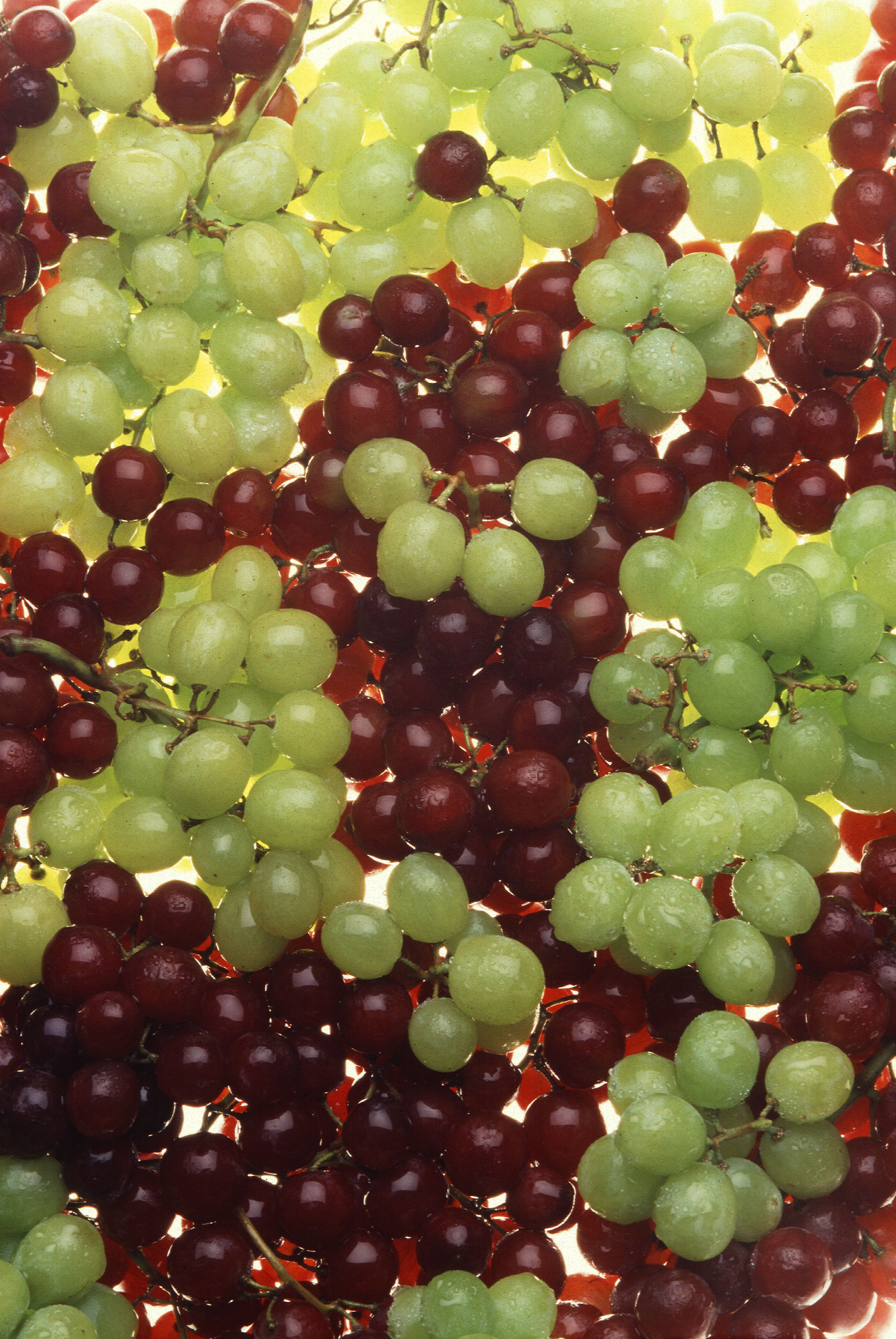
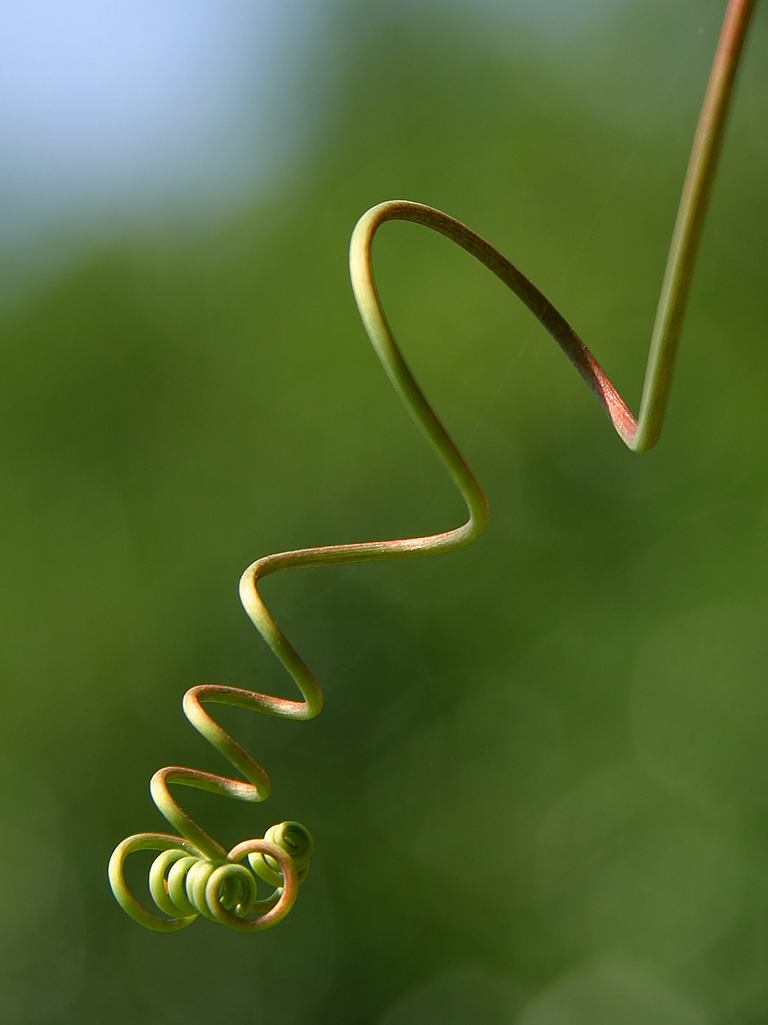
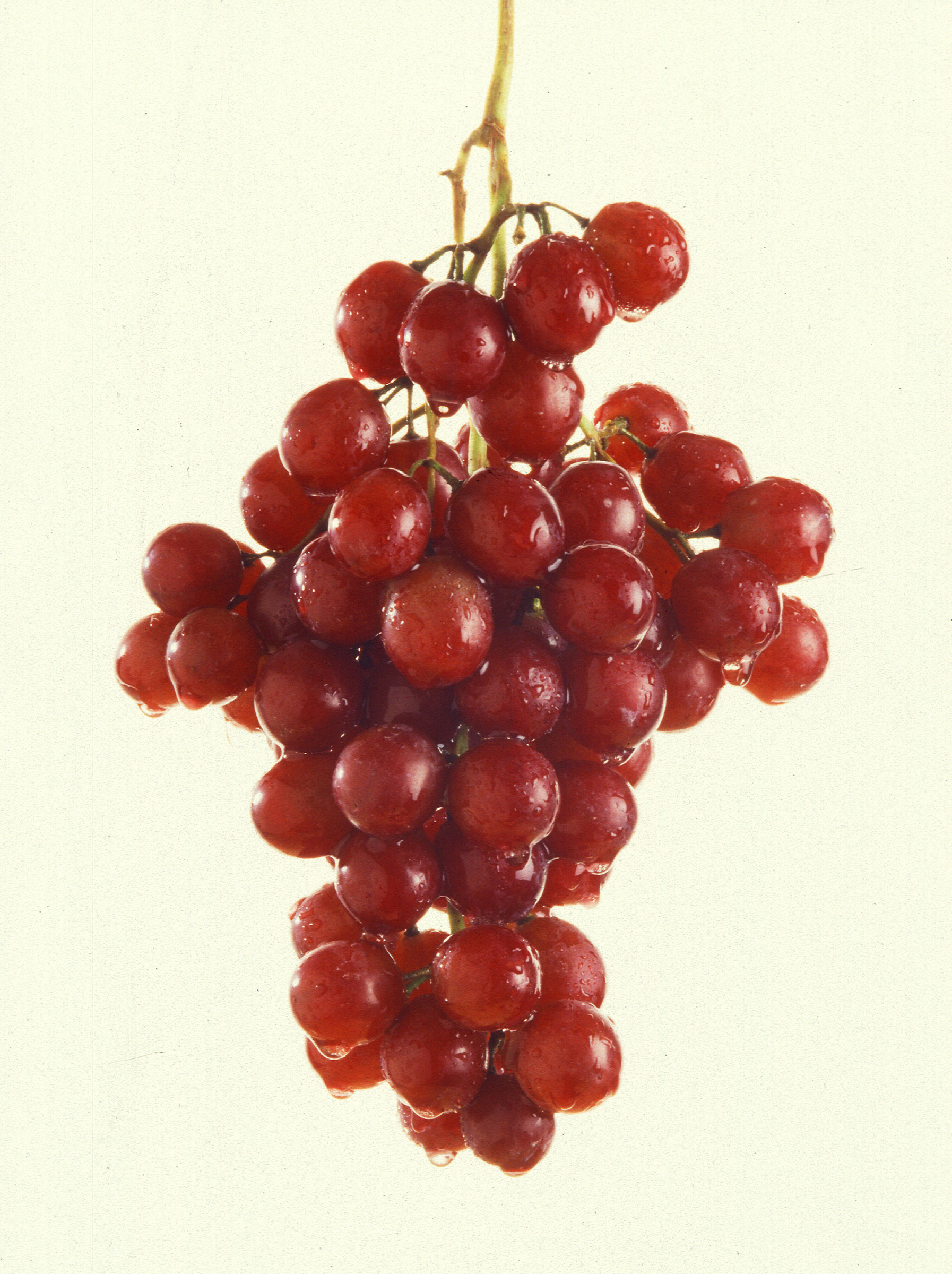
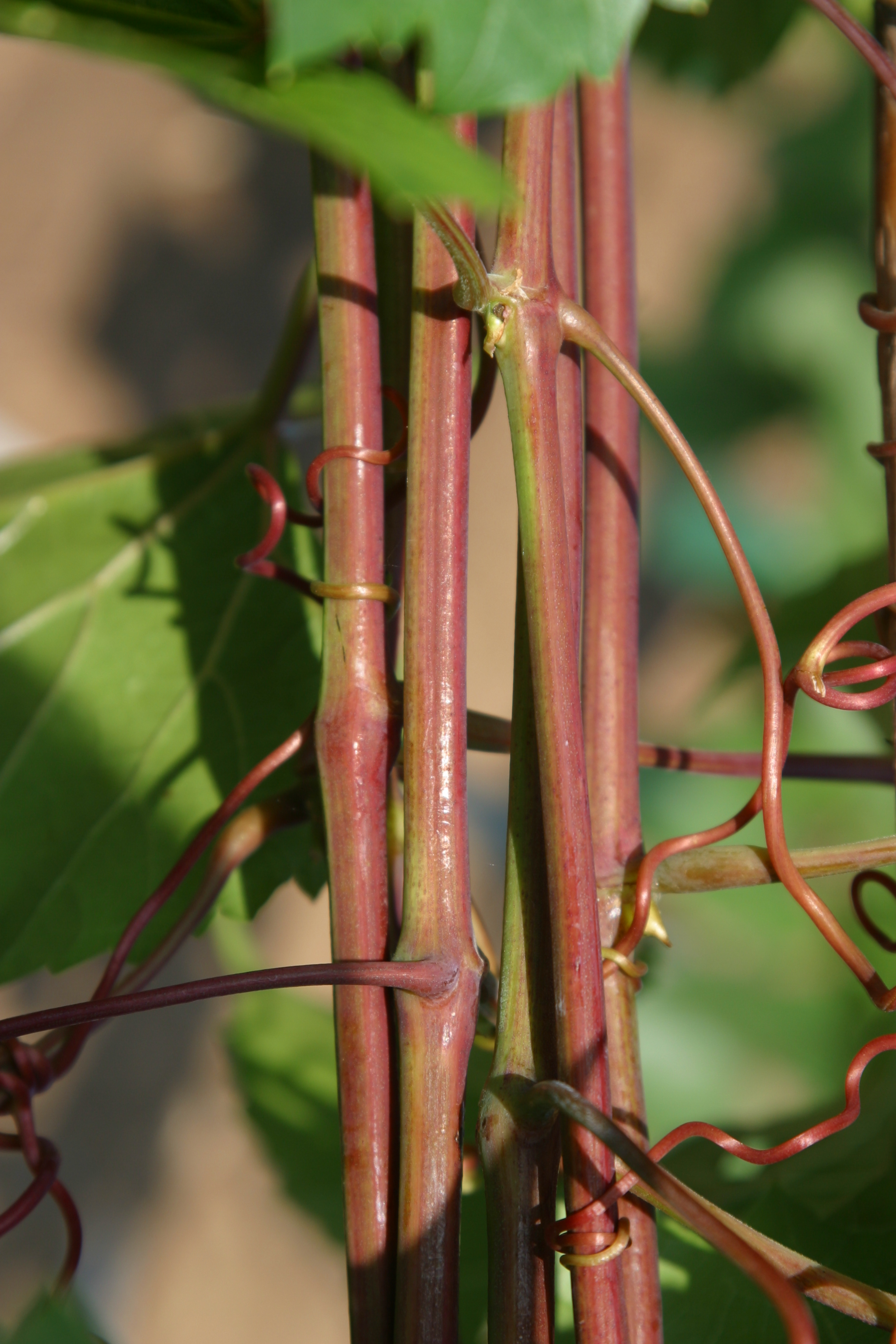
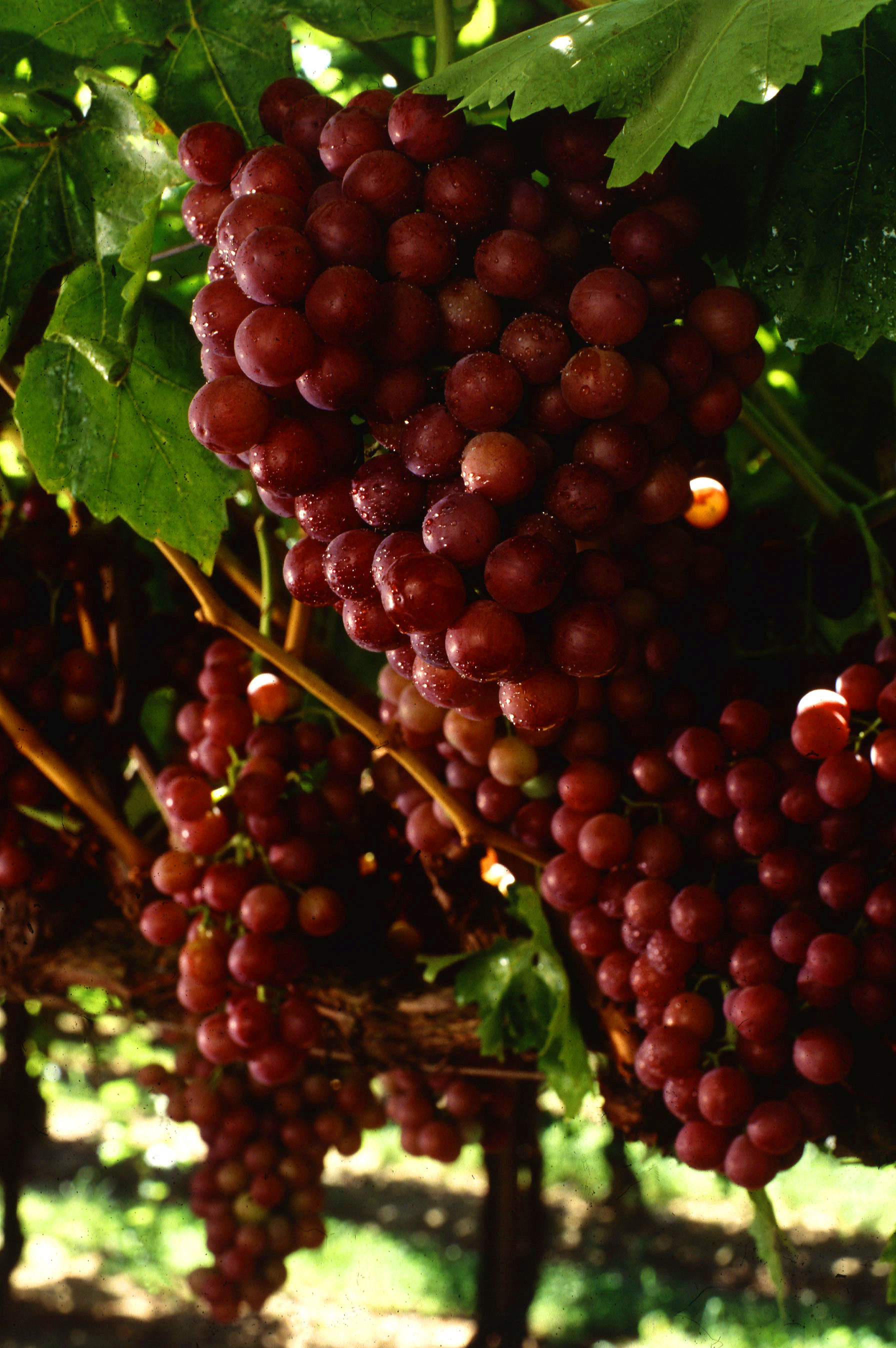
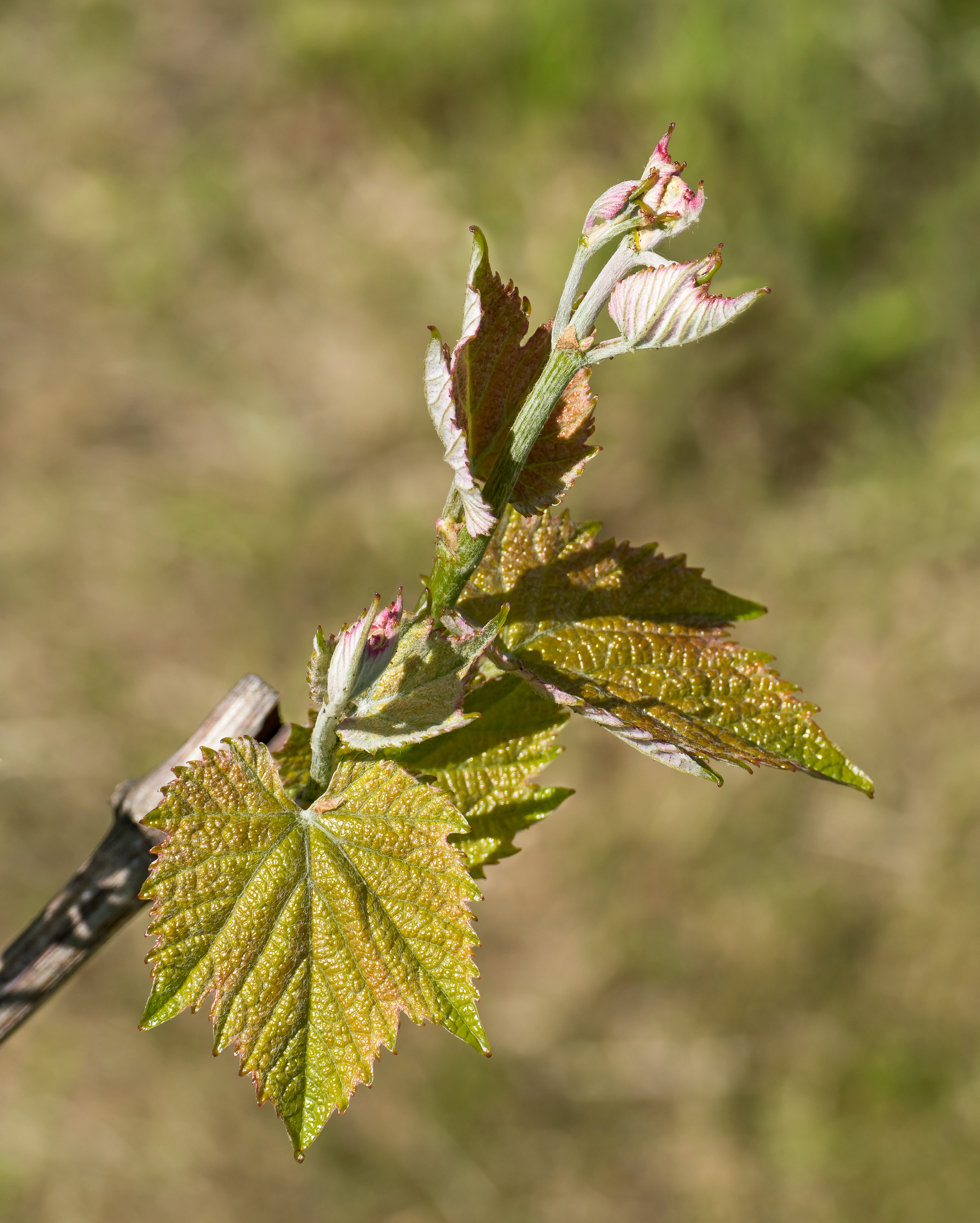